# Paulina Zachoszcz
Paulina Zachoszcz (ur. 17 kwietnia 1993) – polska pływaczka, reprezentująca klub sportowy MKP Słowianka Gorzów Wlkp., MKP Szczecin. Specjalizuje się głównie w stylu klasycznym.
2-krotna brązowa medalistka mistrzostw Europy juniorów z Pragi na 50 i 100 m stylem klasycznym.
Uczestniczka mistrzostw Europy z Budapesztu na 50 (20. miejsce), 100 (20. miejsce) i 200 m stylem klasycznym (12. miejsce).
Wielokrotna medalistka Mistrzostw Polski.